# Coxinha
A coxinha é um salgado brasileiro, de origem paulista, feito com massa de farinha de trigo e caldo de galinha, que envolve um recheio elaborado com carne temperada de frango, queijo, calabresa ou vários outros tipos de sabores.

## Composição
Feita com massa de batata, a coxinha é tradicionalmente recheada com carne de frango cozida e desfiada, podendo ter a opção de também ser recheada com requeijão cremoso, tal qual o catupiry, junto ao frango. Modelada em forma de gota, para lembrar a coxa de galinha, a coxinha é enfarinhada com farinha de rosca e frita em óleo quente. A coxinha de frango é servida em lanchonetes, casas de café, lojas especializadas em salgadinhos, padarias e pastelarias. Em formatos pequenos, são servidas em festas e buffets. Atualmente existem à venda, em supermercados e padarias, diversas marcas de coxinhas semiprontas congeladas.

## História
A coxinha, tal qual em sua forma atual, tem sua origem no século XIX, na região da Grande São Paulo, no estado de São Paulo. Segundo historiadores da alimentação, a coxinha foi desenvolvida durante a industrialização de São Paulo, para ser comercializada como um substituto mais barato e mais durável às tradicionais coxas de galinha que eram vendidas nas portas de fábricas. De São Paulo, a receita rapidamente se espalhou pelo restante do estado e logo do Brasil, já sendo popular no Rio de Janeiro e no Paraná na década de 1950, surgindo as primeiras alterações.
Algumas versões narram que a origem da coxinha se deu na cidade de Limeira, mais especificamente na Fazenda Morro Azul, feita pela primeira vez ao filho da princesa Isabel. De acordo com essa versão, o menino só comia coxas de frango e como não havia o suficiente em um determinado dia, a responsável pelas refeições inventou o salgado crocante. Com a crescente popularidade dessa história, a prefeitura de Limeira por meio da Secretaria de Cultura, criou a Festa da Coxinha, com diversas receitas do quitute e várias atrações artísticas. No ano de 2022, a festa teve a presença de mais de 50 mil pessoas nos quatro dias de evento, com o total de 256.802 coxinhas vendidas. Em 2023, a 3ª Festa da Coxinha acontece nos dias 14, 15, 16 e 17 de setembro, no Parque Cidade.